# Девичье Поле (улица, Коломна)
У́лица Де́вичье По́ле — является одной из основных улиц микрорайона Колычёво города Коломны. Название получила в честь памятника истории (с 19 ноября 1993 года) Девичьего поля, расположенного между сёлами Протопоповом (ныне посёлок им. Кирова) и Колычёвом, на котором по преданию в 1380 году Дмитрий Донской устроил смотр войск перед походом на Куликово поле.
Улица пересекает улицы Астахова, Спирина и Гаврилова и заканчивается набережной Дмитрия Донского. Улица Девичье поле построена в 1975 году. 5 ноября 1986 по ней открыто трамвайное движение до остановки «Улица Спирина», которое в 2002 в районе поликлиники было замкнуто в кольцо.
Архитектурный облик улицы определяет типовая многоквартирная застройка. Большинство строений сконцентрировано по северной стороне улицы. На южной стороне улицы планируется возведение комплекса 14-этажных монолитно-кирпичных домов.
Улица Девичье Поле, как и весь микрорайон Колычёво, является преимущественно жилым. Поэтому на улице размещены предприятия сферы услуг — торговые, медицинские, общественного питания.